# كفر عبود
قرية كفر عبود هي إحدى القرى التابعة لمركز ابشواى في محافظة الفيوم في جمهورية مصر العربية. حسب إحصاءات سنة 2006، بلغ إجمالي السكان في كفر عبود 10194 نسمة، منهم 5090 رجل و5104 امرأة.